# Tobias Matthay

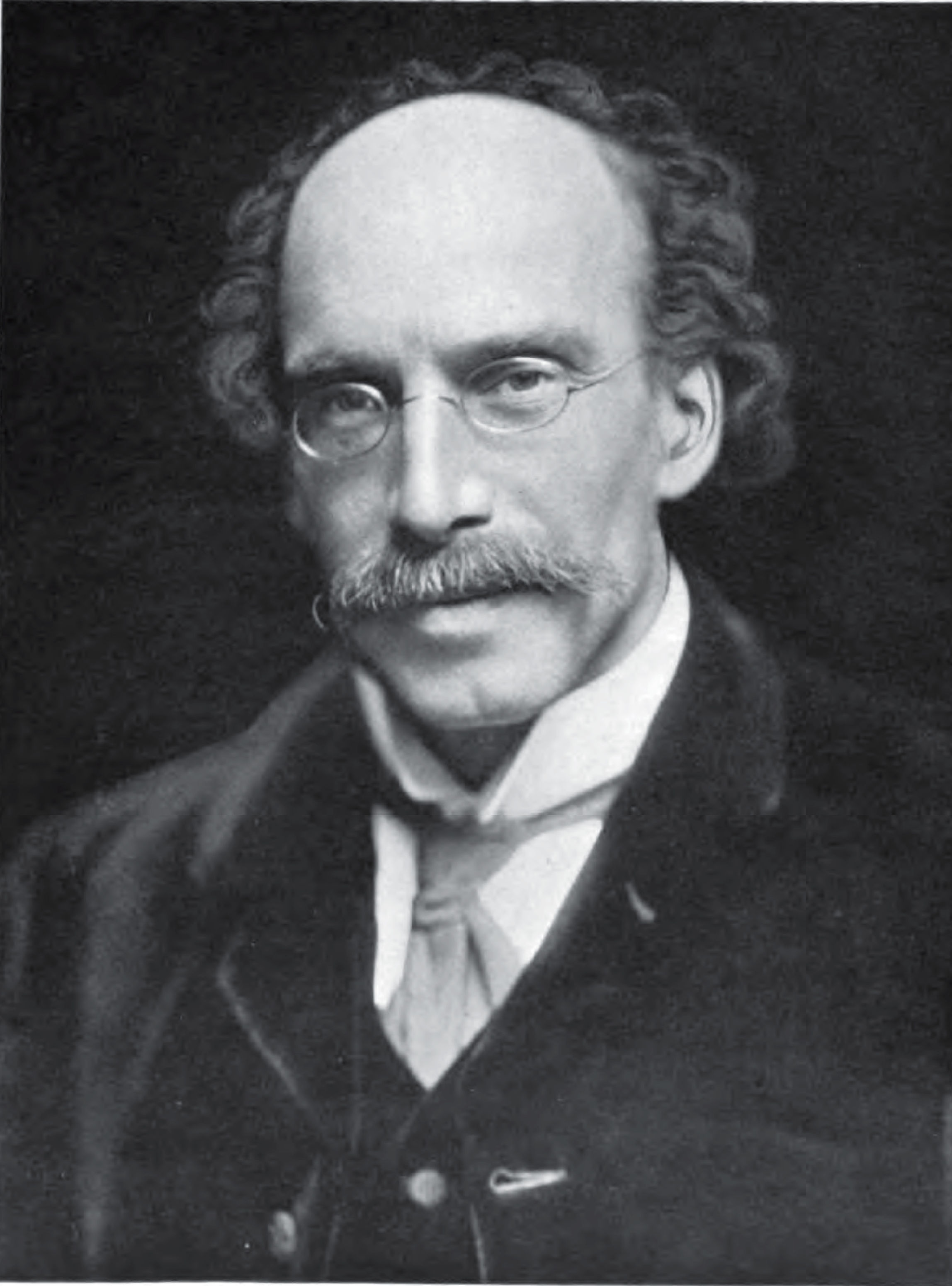
Tobias Matthay

Tobias Matthay (Londen, 19 februari 1858 - High Marley, 15 december 1945) was een Engels pianopedagoog.
Zijn bekendheid dankt hij vooral aan zijn baanbrekend methodisch onderzoek van de techniek van het pianospel. Hij baseerde zich daarbij op een grondige analyse van de physiologie van het pianospelen en van de natuurwetten die bepalend zijn voor de werking van het pianomechaniek. Matthay vindt dat de pianist een gedegen fysisch-mechanisch inzicht moet hebben in de motoriek van het pianospelen. Heel gedetailleerd behandelt hij het gebruik van schouder, arm en vingers. En dat alles onder de voortdurende waarschuwing dat het niet moet gaan om de acrobatiek van de vingers-toets interactie maar om het vormgeven aan muziek. Hij verzet zich ook heftig tegen bepaalde pianopedagogische opvattingen uit zijn tijd die z.i. berustten op onjuiste analyses van het pianospel.
Belangrijke onderdelen van de opvattingen van Matthay betreffen:
1. Het onderscheidend gebruik van "zwakke" en "sterke" spieren voor het tot stand brengen van de beweging van de verschillende delen van het speel apparaat (vingers, hand, arm) en het bewaren van de positie erna, bijvoorbeeld de vingerbeweging voor de toetsaanslag. De zwakke bevinden zich langs de vingers en in de handpalm (de musculi lumbricales) en zijn tot niet veel meer in staat dan het vasthouden van de neergedrukte toets. De sterke spieren bevinden zich in de onderarm, deze zijn (samen met de zwakke spieren) nodig om het met enige energie indrukken van de toets mogelijk te maken. De zwakke én sterke spieren veroorzaken de beweging en alleen de zwakke spieren houden de positie daarna in stand. Matthay verwijst voor dit onderscheid naar de jonge briljante Australische anatoom dr. John (Irvine) Hunter (Bendigo, Victoria, 24 jan. 1898 - Londen, 10 dec. 1924) en zijn "Dual nature of the muscular equipment". De pianist moet zich realiseren dat na het aanslaan alleen nog de zwakke spieren van de vingers nodig zijn om de toets ingedrukt te houden: het toegelaten armgewicht mag nu niet leiden tot drukken van de vingertop op de toets, er moet een onmiddellijke ontspanning van het polsgewricht volgen en de arm moet weer geheel "gedragen" worden (tot het aanslaan van de volgende toets). In dit verband benadrukt Matthay ook de voorwaarde van een goede onderarmrotatie.
2. Het fenomeen actie en reactie: de actie van de vingertop die een toets indrukt roept een reactiekracht op van de toets op die vingertop, die even groot en tegengesteld van richting is en moet worden opgevangen in het draaipunt van de vinger: de knokkel. Om dat goed te kunnen doen heeft de knokkel een stevige basis nodig in de hand. Als reactie mag de pols dus niet naar boven bewegen met medeneming van de hand, want dat doet afbreuk aan de basis voor de vingeractie. De oplossing hiervoor is dat de hand (en arm) wordt toegestaan tijdens het neerdrukken van de toets meer gewicht "af te geven" op het polsgewricht: bij goede uitvoering zal dus de pols eerder (neigen tot, want vaak nauwelijks zichtbaar) naar beneden bewegen dan naar boven.
3. Het antagonistisch karakter van ons spierstelsel; het gelijktijdig gebruik van agonist en antagonist leidt tot stijfheid en meestal tot lelijke toonvorming.

Om aan zijn inzichten bekendheid te geven en pianoleraren in staat te stellen daarvan gebruik te maken schreef hij een groot aantal artikelen en boeken hierover. De bekendste zijn The Act of Touch en The Visible & Invisible in Pianoforte Technique, waarin hij zijn belangrijkste pianopedagogische inzichten samenvat.
Het eerste hoofdstuk van dit werk begint aldus:
1. Technique means the power of expressing oneself musically. It embraces all the physical-mechanical means through wich one's musical perceptions are expressed.
2. It is therefore absurd and hopeless to try to acquire Technique dissociated from its purpose to express Music.
3. ...Technique is rather a matter of the Mind than the "fingers".

Leerlingen van Matthay waren o.a. Irene Scharrer, Clifford Curzon, Moura Lympany en Mary Hess.
Onlangs heeft de Nederlandse pianopedagoog Bob Brouwer in zijn boek Pianistisch perspectief het geheel van inzichten van Matthay gesystematiseerd samengevat en voorzien van oefeningen. Dat was wel erg nuttig gezien de beperkte overzichtelijkheid en toegankelijkheid van al Matthay's geschriften.